# Harry Gibson
Pour les articles homonymes, voir Gibson.
Harry Gibson, de son vrai nom Harry Raab, surnommé The Hipster, né le 27 juin 1915 dans le Bronx (New York) et mort le 3 mai 1991 à Brawley (Californie), est un pianiste, chanteur et auteur-compositeur de jazz américain. Il joue du  piano stride et du boogie woogie à la new-yorkaise tout en chantant dans un style sauvage et débridé. Sa carrière musicale débute à la fin des années 1920, lorsque, sous son vrai nom, il joue dans des groupes dixieland à Harlem. Il continue à s'y produire tout au long des années 1930, ajoutant le boogie Barrelhouse de l'époque à son répertoire.

## Biographie
Gibson est issu d'une famille juive de musiciens qui tenait un atelier de réparation de pianos mécaniques. Il commencé à jouer du piano dans les années 1920 alors qu'il est enfant, dans le Bronx et à Harlem. Il donne son premier concert de piano professionnel à 13 ans avec l'orchestre de son oncle. Il commence à jouer du boogie woogie et à parler dans un style jive. On l'invite dans des bars clandestins noirs de Harlem pour jouer du piano alors qu'il est encore adolescent.
Dans les années 1930, après la fin de la prohibition, Gibson joue régulièrement dans les boîtes de nuit de Harlem. Son style au piano est caractérisé par un "crépitement" jive qu'on peut faire remonter aux enregistrements jazz de Tempo King (1915-1939) à la fin des années 1930, en particulier I'll Sing You a Thousand Love Songs. Après la mort de King en juin 1939, Gibson s'approprie son style vocal.
Gibson aime jouer les airs de Fats Waller, et lorsque Waller entend Gibson dans un club de Harlem en 1939, il l'embauche comme pianiste remplaçant. Entre 1939 et 1945, Gibson joue dans les clubs de jazz de Manhattan sur la 52e rue (« Swing Street »), notamment le Three Deuces, dirigé par Irving Alexander et Leon and Eddie's dirigé par Leon Enkin et Eddie Davis. Lors d'une audition pour un engagement dans une boîte de nuit où il joue du piano pour une chanteuse, il donne son vrai nom, Harry Raab. Le propriétaire du club insiste pour avoir un nom qui sonne « showbiz », en criant : « Je vous appelle tous les deux The Gibsons ! » Harry gardera ce nom de scène.
Il est connu pour son style de chant unique, sauvage, énergique et  peu orthodoxe, et son mélange complexe de rythmes hardcore, boogie avec des accents ragtime, stride et jazz. Il a repris le rythme du boogie woogie de ses prédécesseurs, mais dans un sens frénétique, semblable au rock and roll des années 1950. Des exemples de son style sauvage se trouvent dans Riot in Boogie et Barrelhouse Boogie. Un exemple de son style de chant particulier est The Baby and the Pup. Les autres chansons qu'il enregistra furent Handsome Harry, the Hipster, I Stay Brown All Year 'Round, 4-F Ferdinand the Frantic Freak, Get Your Juices at the Deuces et Stop That Dancin' Up There.
Gibson enregistre souvent, mais on a peu d'images. En 1944, il filme trois chansons à New York pour les juke-box des films Soundies, et il se rend à Hollywood en 1946 pour jouer son propre rôle dans le long métrage musical Junior Prom. Il précède d'une décennie le rock and roll : ses Soundies sont similaires aux numéros de piano rauques de Jerry Lee Lewis des années 1950.
Comme Mezz Mezzrow, Gibson a consciemment abandonné son appartenance ethnique pour adopter la musique et la culture des Afro-américains. Il a grandi près de Harlem à New York, et son utilisation constante de l'anglais vernaculaire afro-américain n'est pas une affectation mais une imprégnation de ce qu'il a appris de ses collègues musiciens noirs. Sa chanson I Stay Brown All Year Round en est une manifestation. Dans son autobiographie, il affirme avoir inventé le terme hipster entre 1939 et 1945 alors qu'il se produisait sur Swing Street et a commencé à utiliser « Harry the Hipster » comme nom de scène.
Le jeu de scène sauvage de Gibson ne doit pas faire oublier qu'il était un musicien confirmé : alors qu'il travaille sur « Swing Street » la nuit, il suit les cours de la Juilliard School pendant la journée.
Gibson est invité à se produire au Carnegie Hall pour un concert de jazz le 2 décembre 1944. Animée par Eddie Condon, l'émission mett en vedette de nombreuses célébrités du monde du jazz. Gibson interprète avec sérieux la pièce pour piano de Bix Beiderbecke In a Mist. DownBeat publie ensuite une critique particulièrement élogieuse de sa prestation. Un contrat d'enregistrement avec Musicraft Records s'ensuit, aboutissant à l'album à succès Boogie Woogie in Blue.

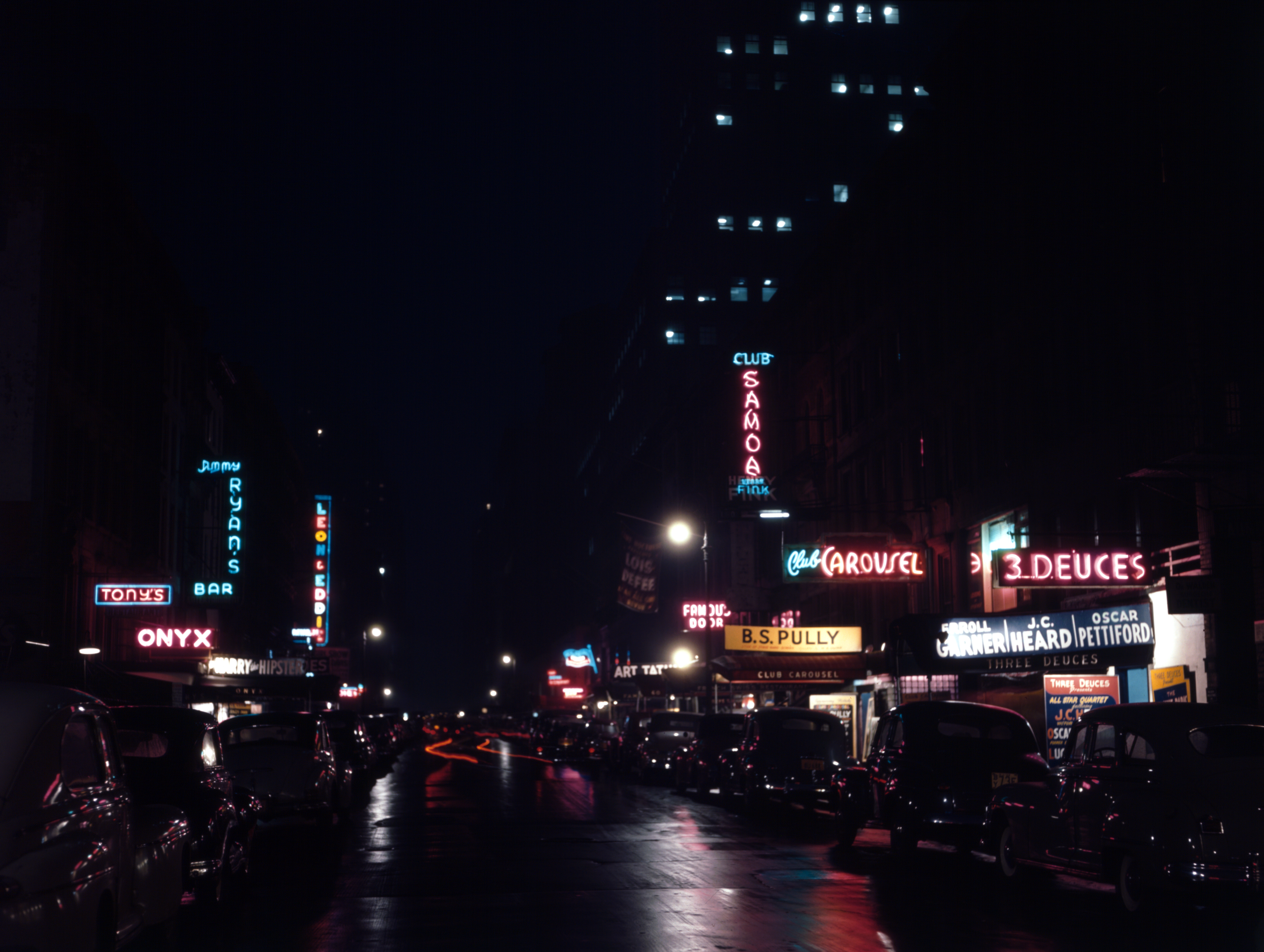
"Harry the Hipster" en tête d'affiche à l'Onyx sur la 52e Rue, mai 1948. La photo montre également deux des autres repaires de Gibson, The Three Deuces et Leon and Eddie's.

Il enregistre Who Put the Benzedrine in Mrs. Murphy's Ovaltine ? (Qui a mis des amphétamines dans l'Ovomaltine de Mme Murphy ?), sorti en janvier 1946. Les stations de radio à travers l’Amérique refusent de le diffuser et le titre est placé sur la liste noire de l’industrie musicale. Sa consommation de drogue contribue au déclin de sa notoriété, et avec la popularité croissante des jeunes musiciens de rock and roll parmi les adolescents des années 1950, les musiciens plus âgés ne sont plus recherchés. Il est à Miami dans les années 1950 et, avant Noël 1956, on le voit à la discothèque Ball & Chain de Miami sur la même affiche que Billie Holiday.
Dans les années 1960, quand Gibson voit le succès des Beatles, il décide de se tourner vers le rock and roll. Dans les années 1970, il joue du hard rock, du blues, du bebop, et quelques chansons mêlant ragtime et rock. Son numéro de hipster est devenu un numéro de hippie. Ses anciens disques sont relancés par l'émission de radio Dr. Demento, en particulier Benzedrine, qui figure sur l'album de compilation de 1975 Dr. Demento's Delights.
Son retour aboutit à trois autres albums : Harry the Hipster Digs Christmas, Everybody's Crazy but Me — son titre est tiré des paroles de Stop That Dancin' Up There — (Progressive, 1986), et Who Put the Benzedrine in Mrs. Murphy's Ovaltine (Delmark, 1989). Les deux derniers présentent des chansons de jazz, de blues, de ragtime et de rock sur des sujets aussi divers que le cannabis, les bains nus, les communautés hippies, les clubs de strip-tease, les chauvinistes masculins et Shirley MacLaine.
Gibson a peut-être été le seul pianiste de jazz des années 1930 et 1940 à jouer dans des groupes de rock des années 1970 et 1980. Il se caractérise par sa tendance à jouer du boogie woogie hard rock et par ses références ironiques à la consommation de drogues. En 1991, peu avant sa mort, sa famille produit un reportage biographique sur sa vie et sa musique, Boogie in Blue, publié en VHS la même année.
Gibson se suicide le 3 mai 1991, alors qu'il souffre d'insuffisance cardiaque, à l'âge de 75 ans.

## Discographie
- Boogie Woogie in Blue (Musicraft, 1984 ; réédition de l'album de 1944)
- Harry the Hipster Digs Christmas (Totem, 1976; enregistrements amateurs)
- Everybody's Crazy but Me (Progressive, 1986; nouveaux enregistrements)
- Who Put the Benzedrine in Mrs. Murphy's Ovaltine? (Delmark, 1996 ; enregistré en 1989)
- Rockin' Rhythm (Sutton ; l'album pour piano comprend trois Harry Gibson 78 des années 1940)